# Arjun Singh

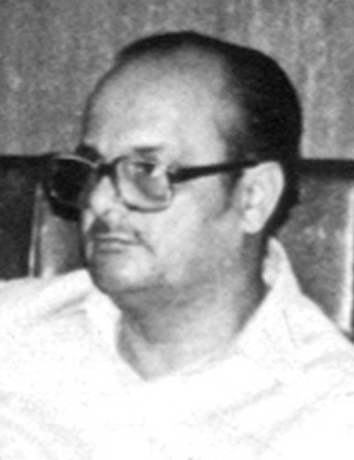
Arjun Singh (1984)

Arjun Singh (* 5. November 1930 in Churhat, Distrikt Sidhi, Madhya Pradesh; † 4. März 2011 in Neu-Delhi) war ein indischer Politiker des Indischen Nationalkongresses (INC), der zwei Mal Chief Minister von Madhya Pradesh, Gouverneur von Punjab und darüber hinaus mehrmals Unionsminister war.

## Leben

### Chief Minister von Madhya Pradesh und Gouverneur von Punjab
Singh, der innerhalb des Indischen Nationalkongresses zur Gruppe um Premierministerin Indira Gandhi angehörte, wurde am 9. Juni 1980 als Nachfolger von Sunderlal Patwa von der Bharatiya Janata Party (BJP) sowie einer mehrmonatigen Übernahme der Exekutivgewalt durch den Staatspräsidenten (President’s rule) erstmals Chief Minister von Madhya Pradesh. Er bekleidete das Amt fast fünf Jahre und wurde dann am 14. März 1985 von Motilal Vora abgelöst.
Danach wurde er von Staatspräsident Giani Zail Singh trotz seiner Wiederwahl als Chefminister am 14. März 1985 zum Gouverneur von Punjab ernannt. Die Situation in diesem Bundesstaat war zu dieser Zeit von Unruhe geprägt, nachdem Premierministerin Indira Gandhi 1984 nach schweren Unruhen zwischen Hindus und fundamentalistischen Sikhs deren höchstes Heiligtum, den Goldenen Tempel von Amritsar, stürmen ließ. Die zentrale Figur der fundamentalistischen Sikhs, Jarnail Singh Bhindranwale, wurde dabei ermordet. Bei der Stürmung durch die Soldaten kamen über 250 Zivilisten ums Leben. Am 31. Oktober 1984 wurde Indira Gandhi daraufhin von ihrer Sikh-Leibgarde ermordet. Bereits seit dem 6. Oktober 1983 befand sich Punjab unter der President’s rule.
Als Gouverneur befand er sich bis zum 13. November 1985 im Amt und ließ in dieser Zeit Wahlen zur Legislativversammlung (Punjab Vidhan Sabha) durchführen, die am 29. September 1985 zur Wahl von Surjit Singh Barnala von der Sikh-Partei SAD (Shiromani Akali Dal) zum Chief Minister von Punjab führten. Durch seine Vermittlung kam die sogenannte Rajiv-Longowal-Übereinstimmung zu Stande, die zur Beendigung des Ausnahmezustandes im Punjab führte.

### Unionsminister
Er selbst wurde daraufhin 1985 von Premierminister Rajiv Gandhi als Handelsminister (Union Minister of Commerce) in die Regierung Indiens berufen und übernahm anschließend nach einer Kabinettsumbildung zwischen 1986 und 1988 das Amt des Kommunikationsministers (Union Minister of Communications) im Kabinett Gandhi.
Am 14. Februar 1988 wurde Singh Nachfolger Motilal Voras als Chefminister von Madhya Pradesh und bekleidete das Amt des Chief Ministers dieses Bundesstaates bis zum 24. Januar 1989 und wurde am Tag darauf wieder von Motilal Vora abgelöst.
Im Juni 1991 wurde Singh von Premierminister P. V. Narasimha Rao zum Minister für die Entwicklung menschlicher Ressourcen (Union Minister for Human Resources Development) in dessen Regierung berufen. 1995 führte er zusammen mit dem früheren Chief Minister von Uttar Pradesh und ehemaligen Außenminister Indiens, Narayan Dutt Tiwari, sowie einigen loyalen Anhängern Rajiv Gandhis eine parteiinterne Revolte an, die zur Gründung des Indischen National Kongresses Indira führte, der sogenannten Congress-Tiwari-Faktion (All India Indira Congress (Tiwari) - AIIC(T)). Nachdem es jedoch bei den Wahlen zur Lok Sabha 1996 zu einer Niederlage des Indischen Nationalkongresses kam und dieser 92 Sitze verlor und nur noch 140 Mandate errang, und auch Congress-Tiwari nur vier Abgeordnete stellen konnte, kehrte Singh zum Indischen Nationalkongress zurück.
Nach dem Wahlsieg des INC bei den Wahlen zur Lok Sabha und der Bildung einer Koalition aus der United Progressive Alliance (UPA) wurde Singh im Mai 2004 von Premierminister Manmohan Singh wieder zum Unionsminister für die Entwicklung menschlicher Ressourcen in der neu gebildeten Regierung ernannt und bekleidete das Amt bis 2009.